# Западен чинар
Западният чинар (Platanus occidentalis) е вид покритосеменни растения от род Чинар (Platanus). Разпространен е в източните части на Северна Америка. Западният чинар е голямо дърво, достигащо 40 m височина и 2 m диаметър на стъблото.

## Галерия
- Ствол
- Листа
- Илюстрация – листа и плодосемки